# Funny Pages
Funny Pages (« Drôles de pages », « Des pages de bande dessinée ») est un comic book édité de 1936 à 1940 par la Comics Magazine Company (1-11), Ultem Publications (12-16) puis Centaur Publications (17-42). Son premier numéro eut pour nom The Comics Magazine.